# Birkova, Pazardjik
Birkova (în bulgară Биркова) este un sat în comuna Velingrad, regiunea Pazardjik,  Bulgaria. 

## Demografie
Componența etnică a satului Birkova
     Bulgari (33,96%)
     Turci (7,6%)
     Nicio identificare (53,44%)
     Altele (4,98%)
La recensământul din 2011, populația satului Birkova era de 421 locuitori. Nu există o etnie majoritară, locuitorii fiind bulgari (33,96%) și turci (7,6%). Pentru 53,44% din locuitori nu este cunoscută apartenența etnică.